# Akiko Kobayashi
Akiko Kobayashi (japanisch 小林 昭子; geb. 1943 in Tokio) ist eine japanische Chemikerin und emeritierte Professorin, bekannt für ihre Entwicklung des weltweit ersten einkomponentigen molekularen Metalle – eine Entdeckung, welche die zuvor vertretene Auffassung über molekulare Metalle grundlegend infrage stellte.

## Leben
Akiko Kobayashi wuchs in einem Elternhaus auf, das ihre wissenschaftliche Laufbahn begünstigte; ihre Mutter war Musikerin, ihr Vater Physiker. Kobayashi studierte Chemie an der Universität Tokio, wo sie 1967 ihren Abschluss erlangte und 1972 promovierte. Unmittelbar nach ihrer Promotion begann sie ihre akademische Laufbahn an derselben Universität als wissenschaftliche Mitarbeiterin. Erst 1993 erhielt sie eine Position als außerordentliche Professorin, 1999 wurde sie schließlich zur ordentlichen Professorin berufen.
Im Jahr 2006 wechselte sie an die Nihon-Universität, wo sie als Professorin am Institut für Chemie tätig war. Für ihre wissenschaftlichen Leistungen erhielt Kobayashi 1998 den Preis der Japanischen Kristallografischen Gesellschaft und 2006 den Preis der Japanischen Koordinationschemischen Gesellschaft.

## Wirken
Akiko Kobayashi erlangte durch die Entwicklung des ersten einkomponentigen molekularen Metalls Ni(tmdt)₂ im Jahr 2001 weltweite Anerkennung. Vor ihrer Entdeckung galt in der organischen Chemie die Annahme, dass molekulare Metalle mindestens zwei unterschiedliche molekulare Komponenten benötigen. Kobayashi widerlegte diese Annahme mit Ni(tmdt)₂, einem Material, das auch bei äußerst niedrigen Temperaturen seine metallischen Eigenschaften beibehält.
Ihre Forschung lieferte entscheidende Impulse für die Entwicklung molekularer Leiter, die unabdingbare Bausteine moderner Technologien wie Leuchtdioden sind und Anwendung in Flachbildfernsehern, Computermonitoren und Solarmodulen finden. Kobayashis Arbeiten umfassen neben einkomponentigen Metallen auch die Entwicklung supraleitender Molekülmagneten und neuer Materialien mit magnetischen und dielektrischen Eigenschaften.
Insgesamt veröffentlichte Kobayashi über 400 wissenschaftliche Publikationen, darunter grundlegende Studien zur Synthese, Struktur und den elektronischen Eigenschaften organischer und molekularer Metalle. Ihre Forschungsergebnisse eröffneten neue Möglichkeiten zur Herstellung funktioneller molekularer Systeme wie einkomponentige molekulare Supraleiter und ferromagnetische Metalle.
Im Jahr 2009 wurde Kobayashi mit dem L’Oréal-UNESCO-Preis für Frauen in der Wissenschaft ausgezeichnet.